# Alan D. Abel

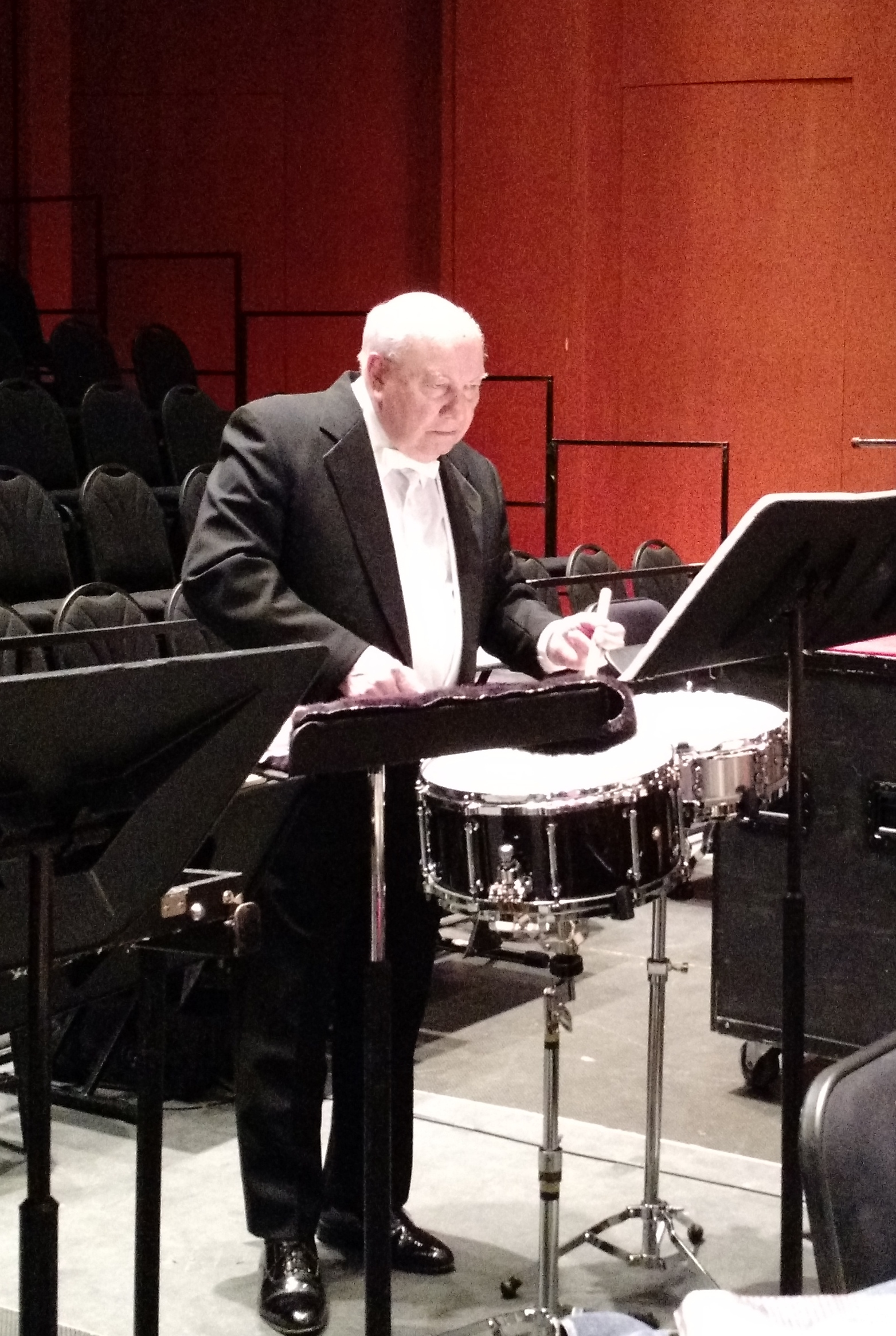
Alan Abel

Alan D. Abel (* 6. Dezember 1928 in Hobart, Indiana, Vereinigte Staaten; † 25. April 2020 in Wynnewood, Pennsylvania, Vereinigte Staaten) war ein US-amerikanischer Schlagzeuger, Musikpädagoge, Hochschullehrer und Erfinder von Musikinstrumenten. Alan Abel war 37 Jahre Erster Schlagzeuger des Philadelphia Orchestra.

## Leben
Alan Abel erhielt mit sieben Jahren den ersten Schlagzeugunterricht. Darauf studierte er bei Clarence Carlson an der Roy Knapp School. Von 1947 bis 1951 besuchte er die Eastman School of Music in Rochester bei den Dozenten Haskell Harr (1894–1986) und William Street (1895–1973). Er wurde Mitglied der Rochester Symphony. Darauf war er von 1951 bis 1953 Mitglied der Empire Band of the United States Air Force. Bis 1959 war er sechs Jahre lang Erster Schlagzeuger der Oklahoma City Symphony. In diesem Jahr wurde er beim Philadelphia Orchestra engagiert. Bis 1988 war er dritter Schlagzeuger und von da bis 1997 Jahre Erster Schlagzeuger des Klangkörpers. Er war Dozent an der University of Oklahoma, der Oklahoma City University, dem Glassboro State College und der Philadelphia Settlement School. 1973 wurde er außerordentlicher Professor an der Temple University. 2002 unterrichtete er an der Rutgers University. Vierundsechzig seiner ehemaligen Studenten spielen oder spielten bei über 50 Sinfonie- und Opernorchestern weltweit.29 seiner ehemaligen Student unterrichten selbst an Universitäten, Colleges und Konservatorien in den Vereinigten Staaten, Kanada, Mexiko und Asien. 2006 startete er das Alan Abel Summer Orchestral Percussion Seminar. Er veröffentlichte zwei Bücher mit Orchesterstudien für Pauken und Schlagzeug. Er entwarf und produzierte sinfonische Triangeln und Stative für Große Trommeln die in Orchestern weltweit genutzt werden. Im Mai 2012 erhielt er die Ehrendoktorwürde des New England Conservatory of Music. Er war Vorstandsmitglied der Percussive Arts Society und wurde 1998 in deren Hall of Fame aufgenommen. Drei Jahre lang war er Vorsitzender des PAS Symphonic Committee.
Alan D. Abel starb 91-jährig an den Folgen einer COVID-19-Erkrankung.